# Alphonzo Bell (polityk)
Alphonzo E. Bell Jr. (ur. 19 września 1914 w Los Angeles, zm. 25 kwietnia 2004 w Santa Monica) – amerykański polityk.

## Życiorys
Był synem Alphonzo, przedsiębiorcy naftowego, milionera, medalisty olimpijskiego w tenisie. Ukończył Kolegium Zachodnie w Los Angeles, w latach 1942–1945 służył w armii. Po służbie wojskowej prowadził ranczo oraz działał w biznesie. Rozpoczął także działalność polityczną w szeregach Partii Republikańskiej.
W latach 1956–1959 był przewodniczącym Centralnego Komitetu Republikanów w stanie Kalifornia, jednocześnie wchodził w skład Narodowego Komitetu Republikanów. W latach 1961–1977 zasiadał w Izbie Reprezentantów przez osiem kadencji; przegrał wybory na senatora w 1976.
Jedną z jego trzech żon była tenisistka i aktorka Marian McCargo (zmarła krótko przed mężem, na początku kwietnia 2004).